# Великий Лос-Анджелес
Великий Лос-Анджелес (англ. Greater Los Angeles), або Лос-Анджелес—Лонг-Біч (англ. Los Angeles—Long Beach CSA) — друга за величиною у США міська агломерація-конурбація, яка об'єднує п'ять округів у південній Каліфорнії від Вентури на заході до округів Сан-Бернардіно та Ріверсайд на сході, з Лос-Анджелесом у центрі та округом Оренж на південному сході. До її складу входять три мегаполіси (субагломерації) Південної Каліфорнії.

## Субагломерації

### Лос-Анджелес—Лонг-Біч—Анагайм MSA

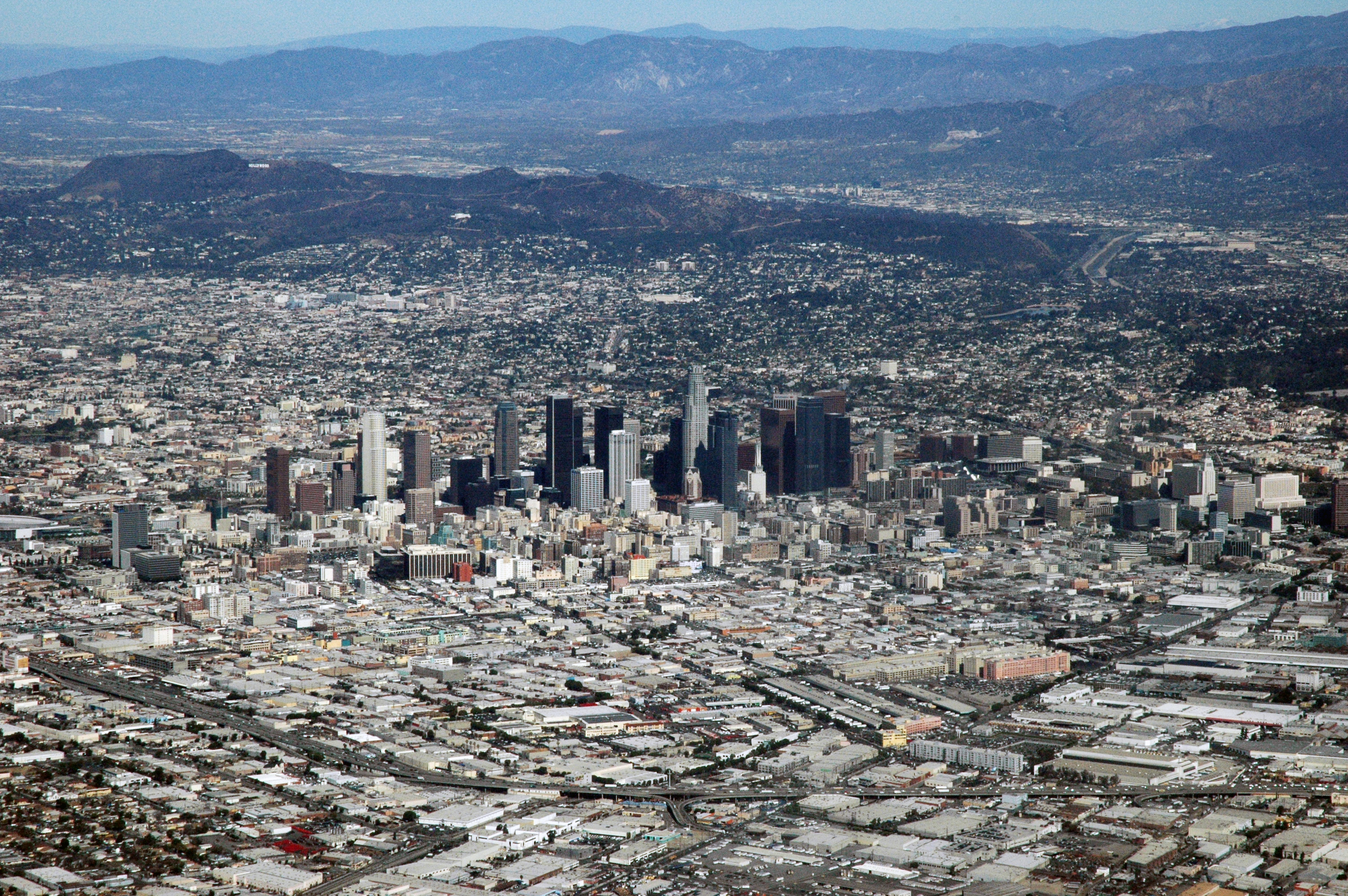
Центр Лос-Анджелеса. Бізнес-місто.

Список міст субагломерації з населенням понад 60 000 осіб (станом на 2010 рік):

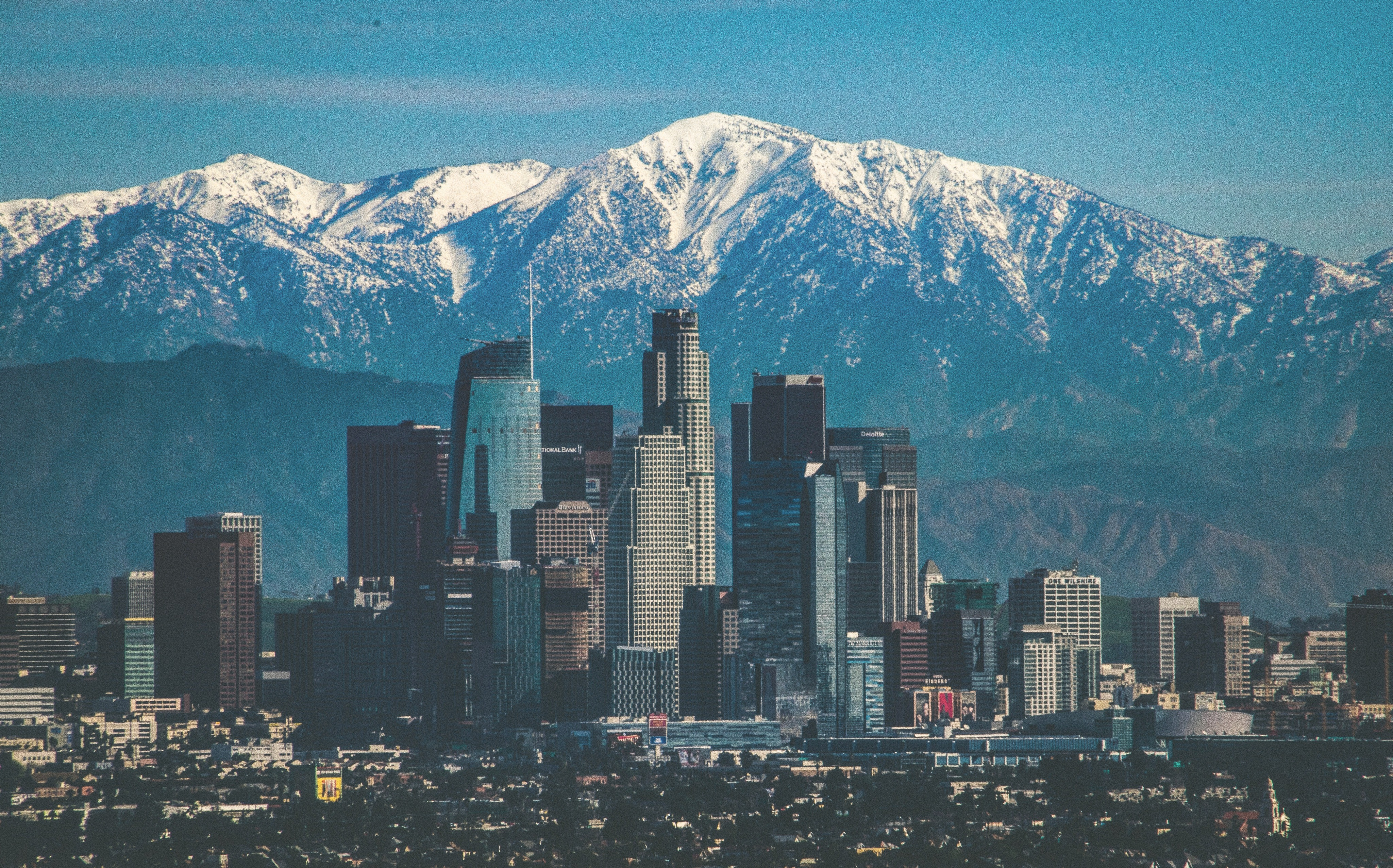
Лос-Анджелес (3 792 621)
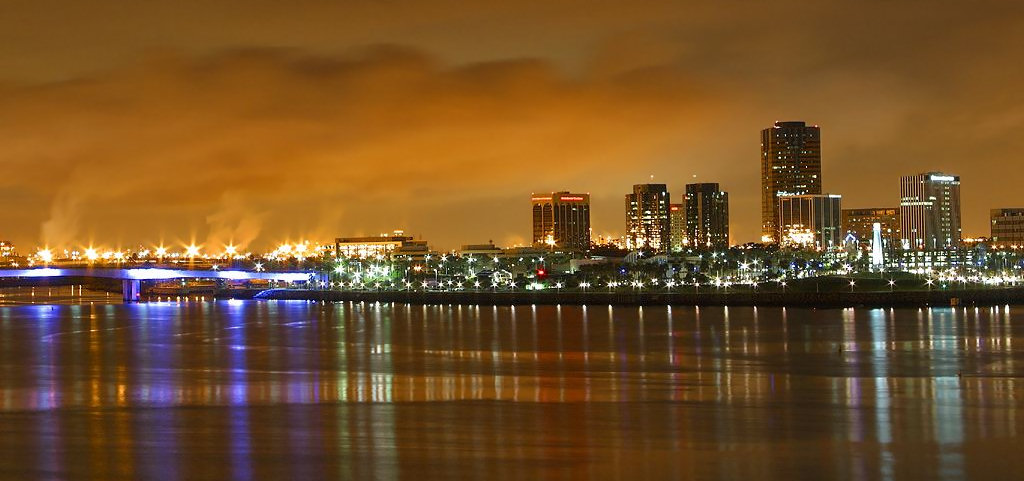
Лонг-Біч (462 257)
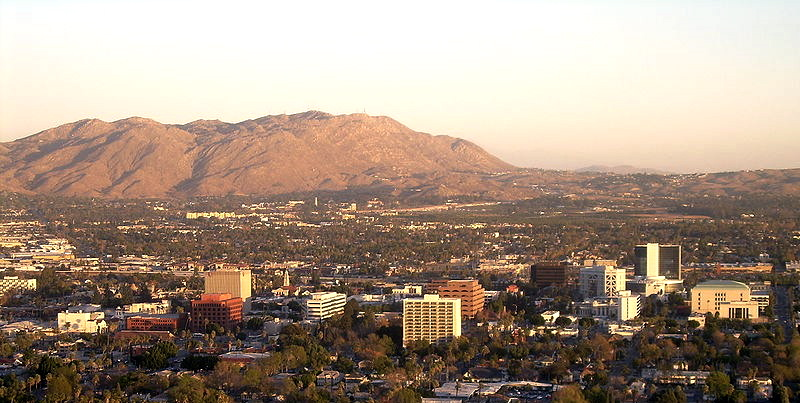
Ріверсайд

- Анагайм (336 265)
- Санта-Ана (324 528)
- Ірвайн (258 386)
- Глендейл (191 719)
- Гантінгтон-Біч (189 992)
- Санта-Кларіта (176 320)
- Гарден-Гров (170 883)
- Ланкастер (156 633)
- Палмдейл (152 750)
- Помона (149 058)
- Торренс (145 438)
- Пасадена (137 122)
- Орандж (136 416)
- Фуллертон (135 161)
- Ель-Монте (113 475)
- Давні (111 772)
- Коста-Меса (109 960)
- Інґлвуд (109 673)
- Вест-Ковіна (106 098)
- Норволк (105 549)
- Бербанк (103 340)
- Комптон (96 455)
- Саут-Гейт (94 396)
- Мішн-В'єхо (93 305)
- Карсон (91 714)
- Санта-Моніка (89 736)
- Вестмінстер (89 701)
- Віттіер (85 331)
- Ньюпорт-Біч (85 186)
- Готорн (84 293)
- Алгамбра (83 089)
- Буена-Парк (80 530)
- Лейквуд (80 048)
- Лейк-Форест (77 264)
- Беллфлавер (76 616)
- Тастін (75 540)
- Болдвін-Парк (75 390)
- Лінвуд (69 772)
- Редондо-Біч (66 748)
- Йорба-Лінда (64 234)
- Сан-Клементе (63 522)
- Піко Рів'єра (62 942)
- Монтебелло (62 500)
- Монтерей-Парк (60 269)

### Ріверсайд—Сан-Бернардіно—Онтаріо MSA

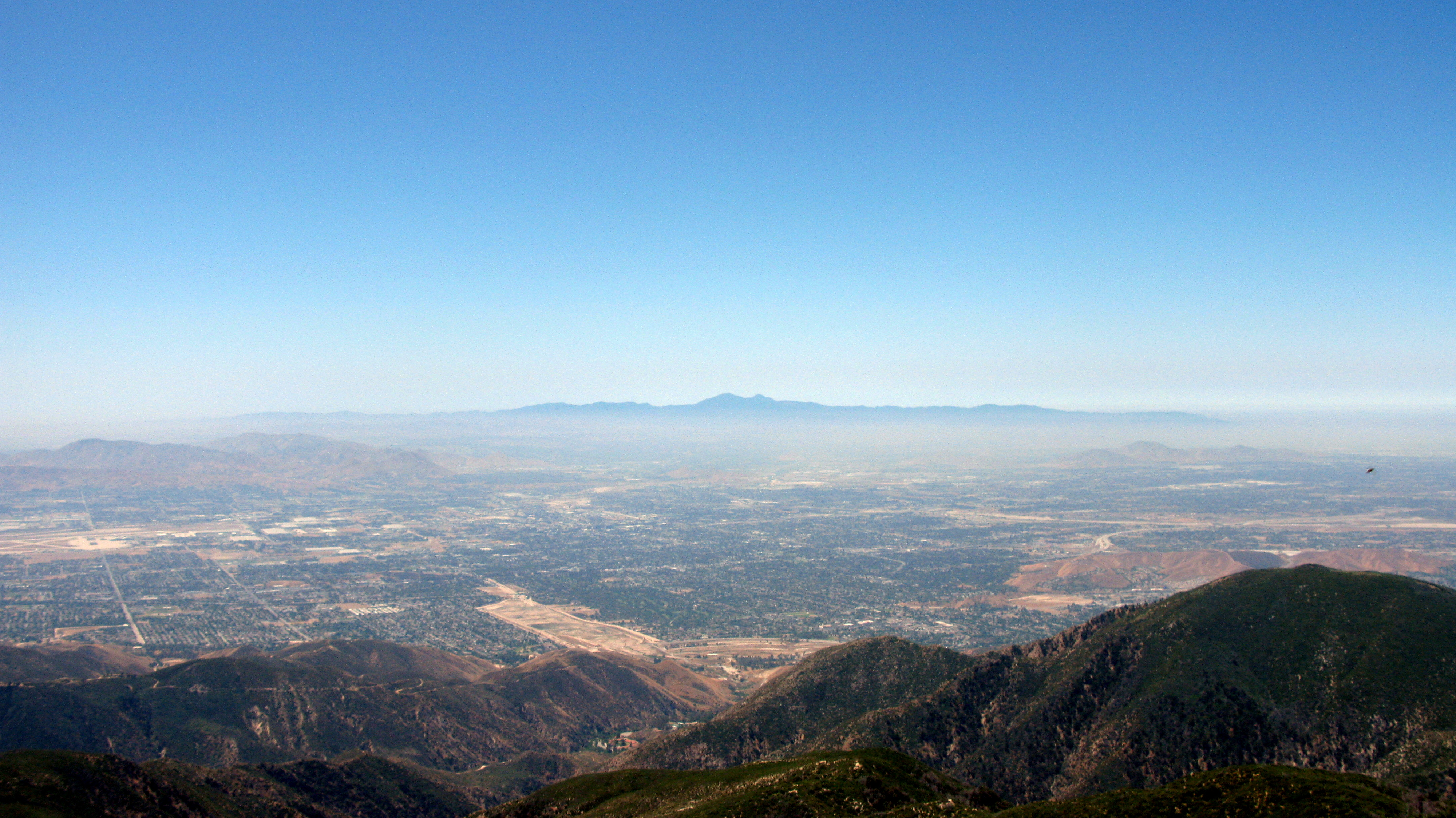
Долина Сан-Бернардіно

Список міст субагломерації з населенням понад 60 000 осіб (станом на 2010 рік):
- Ріверсайд (313 673)
- Сан-Бернардіно (213 708)
- Фонтана (201 812)
- Морено-Валлі (193 365)
- Ранчо-Кукамонга (165 269)
- Онтаріо (163 924)
- Корона (152 374)
- Вікторвілль (115 903)
- Мурр'єта (103 466)
- Темекула (100 097)
- Ріалто (99 171)
- Гесперія (90 173)
- Меніфі (83 447)
- Гемет (78 657)
- Чино (77 983)
- Індіо (76 036)
- Чіно-Гіллс (74 799)
- Апленд (73 732)
- Еппл-Валлі (69 135)
- Редлендс (68 747)

### Окснард—Таузанд-Оукс—Вентура MSA

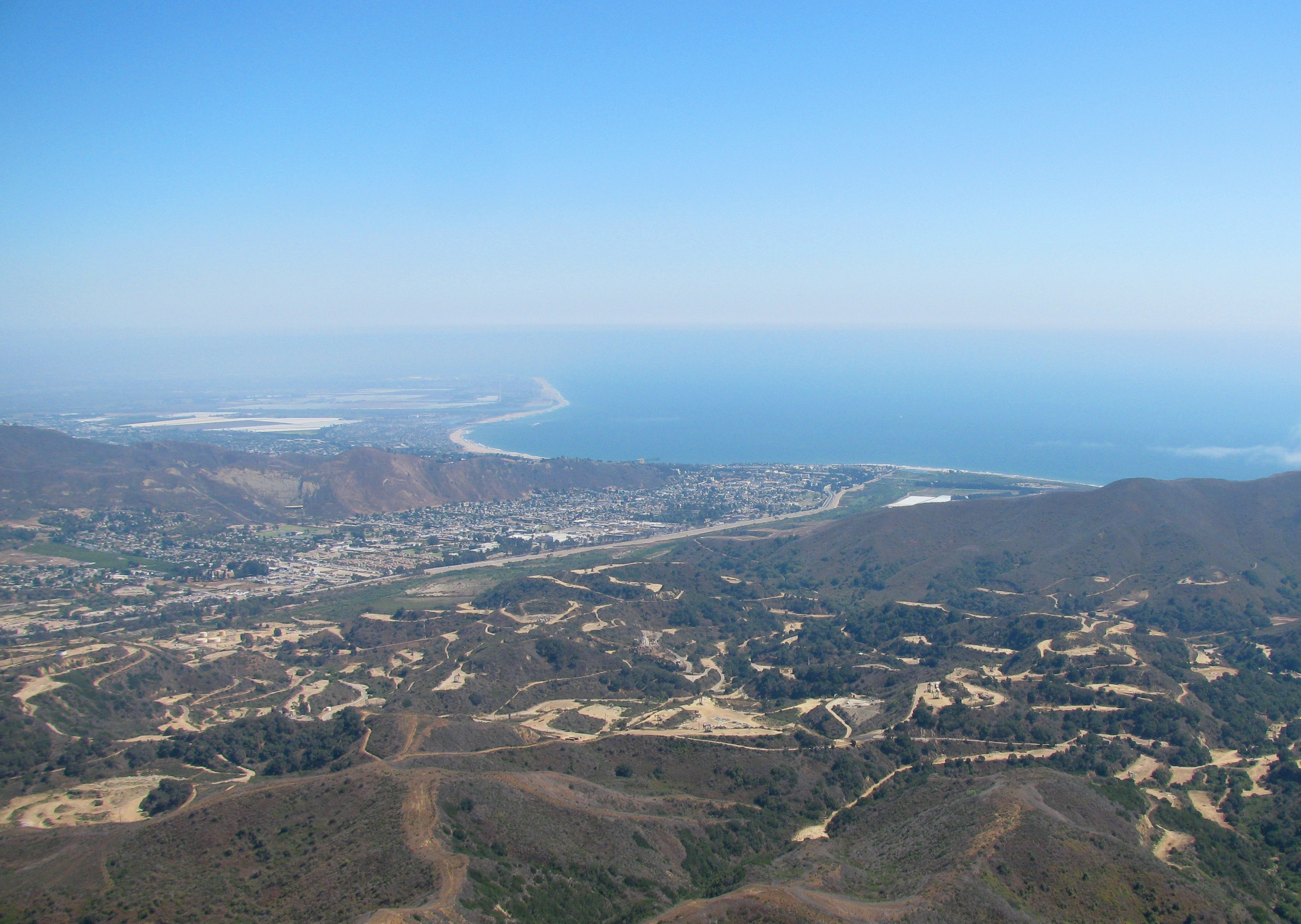
Узбережжя Вентури

- Окснард (199 943)
- Таузанд-Оукс (127 984)
- Сімі-Валлі (125 814)
- Вентура (108 787)
- Камарільйо (65 895)
- Мурпарк (34 779)
- Санта-Паула (29 321)
- Порт-Вайнімі (21 723)
- Філлмор (15 002)
- Карпінтерія (13 040)
- Охай (7 461)